# Nu skælver jeg
|  | Denne artikel er oprettet af botten Steenthbot ud fra en ekstern database. Den kan derfor have sproglige fejl eller mangler. Denne skabelon kan fjernes efter kontrol af indholdet. |

Nu skælver jeg er en dansk dokumentarfilm fra 2021 instrueret af Marina Vorobyeva.

## Handling
NU SKÆLVER JEG er en kort dokumentar som undersøger instruktørens egen seksualitet efter at være blevet mor, ved at opdage kroppen som en kanal til sorg og selvkærlighed.